# 표리부동
《표리부동》은 2021년 7월 7일부터 2021년 10월 6일까지 방송된 교양 프로그램이다.

## 기획 의도
사건의 겉과 속! 표리부동함을 낱낱이 파헤칠 표창원, 이수정의 범죄 사건 재해석 버라이어티 프로그램이다.

## 방송 시간
| 방송 채널 | 방송 기간                      | 방송 시간                  | 비고 |
| --------- | ------------------------------ | -------------------------- | ---- |
| KBS 2TV   | 2021년 7월 7일~2021년 10월 6일 | 매주 수요일 밤 10:35~11:50 |      |

## 에피소드 목록
| 회차 | 방송일          | 부제                       | 연도   | 게스트 | 풀영상 | 비고 |
| ---- | --------------- | -------------------------- | ------ | ------ | ------ | ---- |
| 1    | 2021년 7월 7일  | 대한민국 마지막 연쇄살인마 | 2009년 | 김성규 | ①②③④   |      |
| 2    | 2021년 7월 14일 | 가스라이팅 사건            | 2012년 | 김태균 | ①②③④   |      |
| 3    | 2021년 7월 21일 | 존속살인                   | 2000년 | 김태균 | ①②③④   |      |
| 4    | 2021년 7월 28일 | 영웅파 사건                | 1999년 | 윤병희 | ①②③    |      |
| 5    | 2021년 8월 11일 | 대전 발바리                | 2006년 | 츄     | ①②③    |      |
| 6    | 2021년 8월 18일 | 당진 자매 살인사건         | 2020년 | 츄     | ①②③    |      |
| 7    | 2021년 8월 25일 | 임산부 유괴 살인사건       | 1997년 | 김혜은 | ●      |      |
| 8    | 2021년 9월 1일  | 택시 연쇄 살인사건         | 1994년 | 김혜은 | ●      |      |
| 9    | 2021년 9월 8일  | 인천 모자 살인사건         | 2013년 | 허영지 | ●      |      |
| 10   | 2021년 9월 15일 | 유영철 연쇄 살인사건       | 2004년 | 허영지 | ●      |      |
| 11   | 2021년 9월 29일 | 만삭 부인 살인사건         | 2011년 | 오종혁 | ●      |      |
| 11   | 2021년 9월 29일 | 치과의사 모녀 살인사건     | 1995년 | 오종혁 | ●      |      |
| 12   | 2021년 10월 6일 | 사기범 장영자              | 1982년 | 오종혁 | ●      |      |

## 결방 및 편성 변경 안내
2021년
- 8월 4일: 2020 도쿄 올림픽 중계방송으로 인한 결방
- 9월 22일: 추석 특집 전설의 배우들 편성으로 인한 결방

## 같이 보기
관련 항목
- 추리물
- 사건

방송 프로그램
- 긴급출동 24시(KBS 1TV)
- 공개수사 실종, 제보자들(KBS 2TV)
- 생방송 방과 후 듄듄(EBS 1TV)
- 우리시대, 리얼스토리 눈(MBC TV)
- 긴급출동 SOS 24, 심장이 뛴다, 꼬리에 꼬리를 무는 그날 이야기, 당신이 혹하는 사이(SBS TV)
- 진상월드(MBN)
- 구조신호 시그널(TV조선)
- 알쓸범잡(tvN)
- 윤수현의 천태만상(SBS 러브FM)
- 두시탈출 컬투쇼(SBS 파워FM)
- 황우창의 음악정원(cpbc FM)
- 여성시대, 싱글벙글쇼(MBC 표준FM)